# Olivier Basselin
Olivier Basselin (* um 1400 in Vire in der Normandie; † im April 1450) war ein französischer Volksdichter des 15. Jahrhunderts.

## Leben
Basselin lebte in dem kleinen Ort Vire, in dem er am gleichnamigen Fluss Vire eine Walkmühle betrieb. Er stand an der Spitze einer lustigen Gesellschaft von Dichter-Sängern, die sich „Compaignons du vau de vire“ nannte und in der ernste und heitere Lieder, politische und kriegerische Gesänge beliebt waren. Möglicherweise sahen sie sich in der Tradition der Trouvères der Normandie. Diese Lieder verbreiteten sich schnell im Land, und man Basselin wurde als Dichter derselben gefeiert. Er soll auch der Erfinder der „Vaux de Vire“ gewesen sein, von Trinkliedern die bacchantisch, satirisch oder patriotisch waren.
Die ehemalige „Basselin-Mühle“ lag neben dem Hang einer steil aufragenden Felswand unweit der Vaux-Brücke. Er genoss es in der Gesellschaft seiner Freunde zu tafeln und zu trinken, liebte den Wein und den Cidre (Apfelwein), und soll in seiner Freizeit naive Lieder gereimt haben, die aufgrund seiner Herkunft „Vau de Vire“ genannt wurden. Er galt als gebildet und beherrschte das Latein. Er hatte während des Hundertjährigen Krieges als Soldat viel Leid gesehen und seine Mühle wurde bei der Belagerung von Vire durch die Truppen König Karls VII. im Jahr 1450 zerstört. Er soll im Kampf gegen die Engländer gefallen sein und wird in einer Déploration der Schlacht von Formigny (18. August 1450) erwähnt.

## Rezeption
- Die französische Bezeichnung Vaudeville, soll eine Ableitung aus den von Basselin gesammelten oder selbst verfassten Vaux de Vire sein. Es war ursprünglich ein Ausdruck, der für die meist witzigen, satirischen Lieder (französisch Chansons) verwendet wurde, die vom einfachen Volk gereimt wurden. Inhaltlich beschäftigten sie sich mit aktuellen Ereignissen oder Persönlichkeiten des öffentlichen Lebens, zeigen deren Schwächen auf und überzogen sie mit beißendem Spott.

Die unter seinem Namen seit 1811 veröffentlichten Gedichte wurden von dem Dichter, Maler und Rechtsanwalt Jean le Houx (um 1540–1616) gesammelt, der in Vire geboren wurde. Es wird vermutet, dass er möglicherweise der Verfasser war. Es wurden etwa 60 seiner Lieder veröffentlicht. Das Vaux de Vire enthielt auch Lieder, die gegen die englische Besetzung der Normandie gerichtet waren.
- Olivier Basselin: Les Vaudevires, poésies du XVe siècle, avec un discours sur sa vie, et des notes pour l’explication de quelques anciens mots Vire 1811 (Veröffentlicht von Auguste Asselin).
- Olivier Basselin: Vaux-de-Vire. suivis d’un choix d’anciens Vaux-de-Vire, de Bacchanales et de Chansons, poésies normandes, soit inédites, soit devenues excessivement rares, publ. avec des dissertations, des notes et des variantes L. Du Bois. Paris 1821.